# Вінніпег Джетс
«Вінніпег Джетс» (англ. Winnipeg Jets — укр. Реактивні Літаки Вінніпегу) — професіональна хокейна команда з міста Вінніпег, провінції Манітоба (Канада).

## Історія
Команда заснована у 1972 під назвою «Вінніпег Джетс» і була членом Всесвітньої хокейної асоціації. У 1979 команда стала членом Національної хокейної ліги, а у 1996 переїхала до Глендейлу (штат Аризона) і змінила назву на «Фінікс Койотс». 
2011 року у команди «Атланта Трешерс» почалися фінансові проблеми, через які команда перебазувалася до канадського міста Вінніпег, обравши нову назву — «Вінніпег Джетс». «Джетс» є власністю компанії True North Sports & Entertainment.
Команда є членом Центрального дивізіон, Західної конференції, Національної хокейної ліги.
Домашні ігри «Вінніпег Джетс» проводить арені MTS Centre.  